# Боро Пейчинов
Боро Пейчинов (мак. Боро Пејчинов; 14 вересня 1942, с. Баниця, Егейська Македонія — 22 липня 2011) — македонський карикатурист, сатирик, кінорежисер, сценарист, сценограф, аніматор, карикатурист, ілюстратор і дизайнер.

## Біографія
Пейчинов народився 14 вересня 1942 року в егейському селі Баниця поблизу Лерина (Флорини). Під час громадянської війни в Греції покинув країну як дитина-біженець і оселився в СР Македонії. У 1961 році вступив на факультет архітектури в Скоп'є. З 1967 по 1969 рік працював карикатуристом-ілюстратором і журналістом журналу «Журнал», а з 1970 року в редакції «Остен» як карикатурист. У 1972 році поїхав на студію Загребського кіно в Загребську школу анімаційного кіно під наставництвом Душана Вукотича. У період з 1964 по 1977 рік працював позаштатним співробітником RTV Skopje. З 1977 року працює у продакшн-компанії «Вардар фільм», на студії мультиплікаційних фільмів, спочатку як художник-мультиплікатор та ілюстратор, а потім як режисер, сценарист і художник-постановник анімаційних фільмів. Окрім анімаційних робіт та рекламних фільмів, також займався графічним дизайном. Отримав кілька нагород і визнань за свою роботу . Жив і працював в Скоп'є до 2011 року.